# Хрищатый, Валерий Николаевич
Валерий Николаевич Хрищатый (23 декабря 1951, Алма-Ата, Казахская ССР, СССР — 4 августа 1993, пик Чапаева, Хан-Тенгри, Тянь-Шань, Кыргызстан) — советский и казахстанский альпинист. Заслуженный мастер спорта СССР (1982).
Пятикратный чемпион СССР и двукратный серебряный призёр, обладатель трех званий «Лучшее восхождение сезона в мире».
Первый, кто стоял[уточнить] зимой на четырёх семитысячниках СССР. Один из первых противников применения кислородной маски в высотных восхождениях. Покоритель трёх восьмитысячников Гималаев: Эверест (1982), Канченджанга (1989) и Дхаулагири (1991).
Награждён орденом «Дружбы Народов»(1982) и орденом «За личное мужество» (1989) и посмертно памятной медалью «Ветерану войны в Афганистане 1979—1989 гг» (2000) .

## Биография
В 1973 году окончил Казахский сельскохозяйственный институт с дипломом почвоведа.
В возрасте 14 лет самостоятельно (с группой сверстников из станицы Иссык) взошел на вершину Карабас-Тау (~4000 метров, Иссыкский отрог Заилийского Алатау). Это была первая вершина Валерия Хрищатого. Альпинизмом начал заниматься в 1968 году. Много лет (1972—1990) ходил в одной связке с земляком Казбеком Валиевым («Худой» и «Толстый»).
Прошёл более 50 сложнейших маршрутов в горах Памира и Тянь-Шаня. Всего совершил около 350 различных восхождений. 33 раза был на семитысячниках: 10 — пик Коммунизма, 8 — пик Ленина, 6 — Хан-Тенгри, 5 — пик Победы, 4 — пик Корженевской.
Первый четырёхкратный «Снежный барс» (1991) . До уникального звания «Зимний Снежный барс» ему не хватило одного зимнего восхождения на пик Корженевской, оно планировалось на февраль 1993 г. Перед основным восхождением на пик Корженевской было проведено две попытки восхождения на пик Мраморная Стена, но команда с восхождением не справилась. В первой попытке погиб Сергей Белус (26 января 1993 года). Вторая попытка (участники — Бабанов, Греков, Гатаулин, Карпов, Михайлов, Муравьев, Кудашов, Гичев) — провалилась. Финансирование Корженевской было свернуто.

## Основные восхождения
1974 
- Попытка восхождения зимой на пик Ленина.[1]

1979
- пик Россия по ЮВ. стене, 6 к/тр. — чемпион СССР.
- В декабре 1979 в составе группы альпинистов выполнял спецзадание Генштаба СА в Афганистане.[2]

1980
- пик Коммунизма по Южной стене — чемпион СССР.[3]

1982
- Первая советская гималайская экспедиция на Эверест (8848 м). В связке с Казбеком Валиевым в ночь с 7 на 8 мая поднимается на вершину. Награждён орденом Дружбы народов, присвоено звание МСМК и ЗМС.[4]

1984
- пик Победы по северной стене — чемпион СССР.[5][6]

1986
- 7 февраля, первое зимнее восхождение на пик Коммунизма.[7]

1987
- 12 августа, новый маршрут на пик Коммунизма по левому Юго-Восточному контрфорсу. Г. Луняков — руководитель группы, В. Хрищатый, Ю. Моисеев, В. Сувига, А. Целищев, А. Кукушкин. Тренер команды Э. Ильинский.[8]
- 17 августа, команда под руководством В. Хрищатого в составе Г. Лунякова, З. Халитова, A. Целищева, Ю. Моисеева, А. Букреева, В. Сувиги совершила первое в мире скоростное восхождение на пик Ленина: 12 часов понадобилось команде, чтобы из АВС (4400 м) достигнуть вершины и спуститься обратно.[9][10]

1988
- 31 января, первое зимнее восхождение на пик Ленина.[11]
- Впервые траверс трех вершин пика Победы (Западная (6918 м) — Главная (7439 м) — Восточная (7060 м) и пика Военных топографов (6873 м)) на Центральном Тянь-Шане в составе сборной СССР в ходе подготовки гималайской экспедиции на Канченджангу.[12]

1989
- Три восхождения на массив Канченджанги (без использования дополнительного кислорода). Награждён медалью «За личное мужество».[13]
  - Средняя (8478 м), 15 апреля
  - Ялунг Канг (8505 м), 30 апреля
  - Главная (8586 м), 1 мая

1990
- 2 февраля, первое зимнее восхождение на пик Победы.[14].
- Уникальный траверс пик Победы — Хан-Тенгри руководитель группы, признан лучшим альпинистом СССР. Средняя высота траверса 6400 метров, в том числе 60 километров на высоте более 6000 метров, общая протяженность маршрута 73,6 километра, время прохождения 15 дней (06.08-20.08), ходовых часов 138.20.[15]
- 7 октябрь, участвовал в Казахской экспедиции на Манаслу (8153 м), когда разбилась тройка Халитов — Луняков — Галиев экспедиция была свёрнута.[16]

1991
- Первая казахская гималайская экспедиция на Дхаулагири (8172 м). Подъём на вершину по З. стене (Без использования дополнительного кислорода).[17]
- Участвовал в программе восхождения на все пять семитысячников СССР за один сезон. По личным обстоятельствам не смог принять участие в самом первом восхождении на пик Ленина зато с 13 августа присоединился к команде; Малик Исметов, Владимир Сувиги и Сергей Грицюк успешно завершили программу «Снежный Барс» за один сезон.[9]
  - пик Коммунизма, 13 августа
  - пик Корженевской, 17 августа
  - пик Победы, 26 августа
  - пик Хан-Тенгри, 29 августа

1992

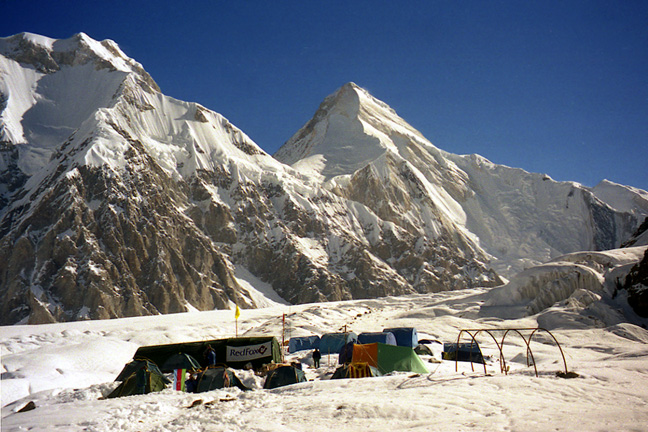
Вдали пик Хан-Тенгри, вид с юго-запада, с ледника Южный Иныльчек, слева — пик Чапаева

- Руководитель Казахско-Японской экспедиции на Эверест по новому пути — В. ребру. На высоте 8300 м прекратили восхождение из-за спасательных работ, погиб японец Хоши, другого — Омио еле спустили с горы .

## Обстоятельства гибели
Валерий Хрищатый погиб 4 августа 1993 года в 11:15 утра под ледовым обвалом у пика Чапаева на леднике Семеновского, поднимаясь на западное плечо Хан-Тенгри. С ним погибли его напарник Илья Иодес и два английских клиента. Тело одного англичанина найдено, остальных троих не нашли. По словам известного альпиниста Дениса Урубко Хрищатый допустил роковую ошибку, выйдя на маршрут «на 2 часа позже, а к тому времени солнце уже хорошо припекло и лёд откололся» .
Есть мнение, что грандиозный обвал — следствие землетрясения.

## Память

Мемориальная доска на доме Хрищатого в Алматы

- В 1994 на здании жилого дома в Алма-Ате на пересечении улиц Курмангазы и Пушкина, где жил Валерий Хрищатый в его память установлена мемориальная доска.
- В 2003 Анатолий Джулий (Москва) организовал экспедицию на Тянь-Шане в районе ледника Дружба, где совершил первопроход перевала который теперь носит имя Валерия Хрищатого. Перевал Хрищатого соединяет два огромных ледника — ледник Дружба в верховьях Южного Иныльчека и Тугбельчи в Китае.[18]
- В 2017 году Федерация альпинизма Алматы приняла решение переименовать пик Йошкар-Ола в пик Валерия Хрищатого[19][20].

## Книги
- «Айсберги над облаками». — Алма-Ата: Жалын, 1989.
- «Мы растворяемся в стихии». — Алматы, 1998.